# Оксановка (Винницкая область)
Оксановка (укр. Оксанівка) — село на Украине, находится в Ямпольском районе Винницкой области.
Код КОАТУУ — 0525681603. Население по переписи 2001 года составляет 165 человек. Почтовый индекс — 24505. Телефонный код — 4336.
Занимает площадь 0,949 км².

## История
В 1946 году указом ПВС УССР село Флеминда переименовано в Оксановку.

## Адрес местного совета
24545, Винницкая область, Ямпольский р-н, с. Гальжбиевка, ул. Урсола, 2